# Charles Sedley

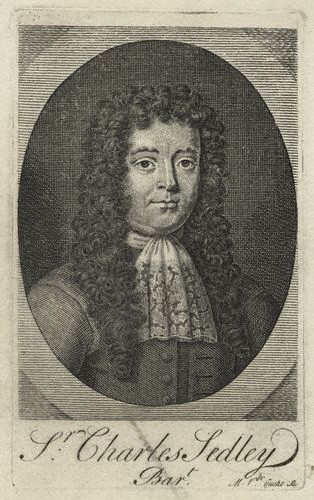
Sir Charles Sedley, 5. Baronet

Sir Charles Sedley, 5. Baronet (* 1639; † 20. August 1701 in Hampstead) war ein Dichter und Politiker der englischen Restaurationszeit.

## Leben
Das Geburtsdatum des Restaurationsdichters und Komödienautors Charles Sedley steht nicht genau fest, man weiß lediglich, dass er am 5. März 1639 in St. Clement Danes in the Strand, London, getauft wurde. Der Familienbesitz der Sedleys lag in und um Southfleet in Kent. Bereits sein Großvater, William Sedley (um 1558–1618), war unter James I. am 20. August 1611 zum Baronet, of Ailesford in the County of Kent, erhoben worden. Sir William gilt zudem als Begründer der Sidleian Lectures of Natural Philosophy an der Universität Oxford. Charles war das jüngste von neun Kindern aus der Ehe von Sir John Sedley, 2. Baronet (um 1597–1638), und seiner Frau Elizabeth, Tochter des Sir Henry Savile. Nur drei Söhne, Henry, William und Charles, überlebten ihren Vater, der bereits vor Charles’ Geburt 1638 verstarb. Aber auch die älteren Brüder starben früh, sodass Charles bereits 1656 den Titel als 5. Baronet erbte. Charles Sedley genoss seine Erziehung am Wadham College der Universität Oxford, das er allerdings ohne Abschluss verließ. Als Tutor gilt der Dichter Walter Pope.
Im Alter von 18 Jahren wurde Sedley am 9. Februar 1657 mit Lady Katherine Savage, Tochter von John Savage, 5. Earl Rivers, verheiratet. Das Paar lebte in Great Queen Street, London. Sedleys Bruder William hatte 1655 Katherines Schwester Jane geheiratet, verstarb dann jedoch 1656. Mit ihr hatte er eine Tochter, Catherine Sedley (1657–1717), die Mätresse des späteren Königs James II. und Countess of Dorchester wurde. Als seine Gattin Katherine später aufgrund ihrer mentalen Verfassung in ein Konvent in Gent geschickt wurde, konnte Sedley keine Scheidung durchsetzen. Seine Gattin blieb bis zu ihrem Tod im Jahre 1705 in Gent. Etwa um das Jahr 1670 lernte Sedley Ann Ayscough († 1708) kennen, mit der er eine Beziehung einging. Zu dieser Zeit lebte der Dichter am Bloomsbury Square in London. Mit Ann hatte er zwei illegitime Söhne, William und Charles, die den Vater jedoch nicht überlebten. Der jüngere Sohn, Charles, wurde kurz nach der Krönung Williams III. 1689 zum Knight Bachelor geschlagen und 1702 zum Baronet, of Southfleet in the County of Kent, erhoben und hatte ebenfalls einen Sohn namens Charles, der den Zweig der Sedleys in Nottingham begründete.

### Sedley zählt zu denCourt Witsam Hofe Charles II.
Als im Jahre 1660 Cromwells Commonwealth seinen endgültigen Niedergang erlebte, erhielt England mit der Rückkehr des zuvor im französischen Exil lebenden Charles II. wieder einen rechtmäßigen König. Unter Charles II. blühte das kulturelle Leben am Hof wieder auf und insbesondere die Theater wurden gefördert. Im Laufe der Herrschaft Charles’ II. entwickelte sich, neben der Tragödie, in besonderem Maße die Restaurationskomödie mit ihrem eigenen, distinktiven Gepräge. In kurzer Zeit bildete sich um den sinnenfreudigen, der Literatur und Kunst zugeneigten Monarchen ein Kreis von Höflingen, der für ein Vierteljahrhundert das gesellschaftliche und künstlerische Ideal des Hofes entscheidend prägen sollte. Dieser Zirkel von jungen, ambitionierten Männern, zumeist adliger Provenienz, machte als Gruppe der Court Wits sowohl aufgrund des Lebensideals, das sie propagierte und lebte, als auch aufgrund beachtenswerter literarischer Tätigkeit von sich reden. Mitglieder dieser Gruppe waren die anerkannten Führer auf den Gebieten der Mode und der literarischen Bildung. Neben George Villiers, 2. Duke of Buckingham, Hon. Charles Sackville, John Sheffield, 3. Earl of Mulgrave und Sir Carr Scroope, 1. Baronet, gehörte auch Sir Charles Sedley diesem Kreis an.
Ihm haben, wie keinem anderen, abgesehen von John Wilmot, 2. Earl of Rochester, die Auswirkungen einiger Exzesse geschadet, so dass seine ihm gebührende literarische Reputation bis heute hinter dem obszönen Beigeschmack dieser Ausschweifungen zurücktritt. Im Juni 1663 waren Sir Charles Sedley und zwei seiner Freunde in eine besonders derbe Eskapade verwickelt, die in der Öffentlichkeit großen Anstoß erregte. Die angetrunkenen Wits hatten sich auf dem Balkon der Cock Tavern – zumindest weitgehend – ihrer Kleidung entledigt, und Sedley hielt vor den entrüsteten Schaulustigen eine parodistisch-blasphemische Predigt. Der ganze Auftritt endete in einem Tumult. Der Vorfall brachte Sedley eine kurze Gefängnisstrafe und eine Geldbuße ein.

### Sedleys literarische Bedeutung
Sedleys Bedeutung für seine Zeit geht hingegen weit über einen Beitrag zur Tradierung von skandalträchtigen Eskapaden hinaus. So war es vor allem der Wit, gerade in der Konversation, für den ihn seine Zeitgenossen lobten. So verbirgt sich Sedley hinter dem frankophilen Lisideus in John Drydens Essay of Dramatick Poesie (1668).
Darüber hinaus war Sedley selbst literarisch tätig. Besonders produktiv zeigte er sich auf dem Gebiet der Dichtkunst, vor allem der beliebten Songs, in denen alle Court Wits ihr Kunstverständnis zum Ausdruck brachten. Der Song wurde durch seine Synthese von volksliedhafter Natürlichkeit, sinnlichem Klang und ästhetischem Spiel gleichzeitig zum Kunst- und Lebensideal der höfischen Gesellschaft.
Aber Sedleys spätere lyrische Werke, insbesondere die satirischen Epigrams: or, Court Characters, erhielten einen zunehmend zynischeren Ton. In dem Epigramm To Nysus etwa beschreibt Sedley die Funktion der Satire, insbesondere die aggressive Form dieser Gattung: "Let us write Satyr then, and at our ease / Vex th'ill-natur'd Fools we cannot please" (Das Epigramm erschien erstmals im Gentleman’s Journal vom November 1692). Abgesehen von den lyrischen Werken übersetzte Sedley Werke von Ovid, Horaz, Vergil, Martial u. a. lateinischen Autoren und betätigte sich auch auf dem Gebiet des Dramas. Neben der Bearbeitung verschiedener Tragödienstoffe sind es die beiden Dramen, das eher galante Stück The Mulberry Garden (1668) sowie das zynisch-gesellschaftskritische Stück Bellamira: or, the Mistress (1687), die nicht nur Sedleys dramatisches, sondern gerade sein satirisches Talent unterstreichen.

### Sedley als Politiker und Mäzen
Besonders in seinem letzten Lebensjahrzehnt wurde eine weitere Facette von Sedleys Persönlichkeit sichtbar. Bereits von 1668 bis 1681 war er für das Borough New Romney in Kent Abgeordneter im englischen Unterhaus gewesen. Von 1690 an nahm Sedley bis zu seinem Tod erneut für New Romney an allen von König William III. einberufenen Parlamenten teil. Einige seiner Reden zu tagespolitischen Kontroversen (z. B. zur Debatte um die standing armies), wurden veröffentlicht und von seinen Zeitgenossen mit Beachtung zur Kenntnis genommen.
Neben der Protektion anderer Autoren ist es vor allem die Dimension seines politischen Engagements, die Sedley zu einem gesellschaftlich aktiven Vertreter der adligen Hofgesellschaft macht und ihm einen Platz in der vordersten Reihe der schillernden Court Wits zukommen lässt.
Sedley starb am 20. August 1701 in Hampstead und wurde am 26. August in der Kirche zu Southfleet beigesetzt.

## Werke
- Pompey the Great (1664); Adaptation und Übersetzung von Corneilles La mort de Pompée. (1644); Gemeinschaftsarbeit von Charles Sackville, Sidney Godolphin u. a.
- The Mulberry-Garden. (1668).
- Antony and Cleopatra. (1677).
- Bellamira: or, The Mistress. (1687); orientiert sich an Terenz' Eunuchus.
- Beauty the Conqueror: or, The Death of Marc Antony. (posthum 1702); Neubearbeitung des Stoffs von Antony and Cleopatra.
- The Miscellaneous Works of the Honourable Sir Charles Sedley. (London 1702).
- The Works of the Honourable Sir Charles Sedley. 2 Bände (London 1722).